# Elezioni presidenziali in Francia del 2017
Le elezioni presidenziali francesi del 2017 si sono tenute il 23 aprile (primo turno) e il 7 maggio (secondo turno) e hanno visto l'elezione di Emmanuel Macron, espressione di La République En Marche, che ha sconfitto al ballottaggio Marine Le Pen, sostenuta dal Front National.
Nessuno dei candidati sostenuti dai partiti tradizionali (il Partito Socialista e I Repubblicani) ha avuto accesso al ballottaggio.
Il presidente uscente François Hollande, di estrazione socialista, non ha inteso ricandidarsi per un secondo mandato, annunciando tale scelta il 1º dicembre 2016; è quindi stato il primo presidente nella Quinta Repubblica a non ricandidarsi.

## Contesto

### Elezioni primarie

#### Elezioni primarie della destra e del centro
I Repubblicani hanno tenuto le primarie presidenziali per selezionare un candidato per le elezioni presidenziali del 2017 il 20 novembre 2016, con un turno di ballottaggio che si è tenuto il 27 novembre, dato che nessun candidato ha ottenuto almeno il 50% dei voti al primo turno. Sono le prime primarie aperte per l'UMP/LR. I candidati sono i seguenti:
- Francois Fillon, ex Primo ministro e deputato di Parigi
- Jean-François Copé, ex ministro, ex presidente dell'UMP, deputato di Senna e Marna e sindaco de Meaux;
- Alain Juppé, ex Primo ministro, sindaco di Bordeaux;
- Nathalie Kosciusko-Morizet, ex ministro dell'Ecologia, dello Sviluppo Sostenibile, dei Trasporti e dell'Edilizia, deputata dell'Essonne e membro del Consiglio di Parigi;
- Bruno Le Maire, ex ministro dell'agricoltura, deputato dell'Eure;
- Jean-Frédéric Poisson, presidente del Partito Cristiano Democratico, deputato degli Yvelines e consigliere municipale di Rambouillet;
- Nicolas Sarkozy, ex presidente della Repubblica e presidente dei Repubblicani fino all'annuncio della sua candidatura.

Le seguenti persone avevano dichiarato di candidarsi alle elezioni presidenziali del 2017 ma hanno poi rinunciato a partecipare alle primarie:
- Jean-Pierre Gorges, deputato di Eure-et-Loir, sindaco di Chartres[1][2];
- Henri Guaino, deputato di Yvelines, ex consigliere di Nicolas Sarkozy al Palazzo dell'Eliseo ed ex commissario di Polizia[3][4];
- Michèle Alliot-Marie, ex ministro e membro del Parlamento europeo[5][6][7][8][9].

| Candidati                  | Partito                       | I turno   | I turno | II turno  | II turno |
| Candidati                  | Partito                       | Voti      | %       | Voti      | %        |
| -------------------------- | ----------------------------- | --------- | ------- | --------- | -------- |
| François Fillon            | I Repubblicani                | 1.890.266 | 44,08   | 2.919.874 | 66,49    |
| Alain Juppé                | I Repubblicani                | 1.224.855 | 28,56   | 1.471.898 | 33,51    |
| Nicolas Sarkozy            | I Repubblicani                | 886.137   | 20,67   |           |          |
| Nathalie Kosciusko-Morizet | I Repubblicani                | 109.655   | 2,56    |           |          |
| Bruno Le Maire             | I Repubblicani                | 102.168   | 2,38    |           |          |
| Jean-Frédéric Poisson      | Partito Cristiano Democratico | 62.346    | 1,45    |           |          |
| Jean-François Copé         | I Repubblicani                | 12.787    | 0,30    |           |          |
| Totale                     | Totale                        | 4.288.214 |         | 4.391.772 | 100      |
| Voti non validi            | Voti non validi               | 9.833     | 0,23    | 13.040    | 0,30     |
| Votanti                    | Votanti                       | 4.298.097 | 100     | 4.404.812 | 100      |
| Fonte: I turno - II turno  |                               |           |         |           |          |

Distribuzione del voto al I turno
Distribuzione del voto al II turno

### Elezioni primarie della coalizione di sinistra
Il Partito Socialista ha tenuto le primarie per scegliere il candidato comune della coalizione di sinistra, formata anche da Partito Radicale di Sinistra, Fronte Democratico e Partito ecologista; le consultazioni (primaires citoyennes, "primarie cittadine") hanno avuto luogo il 22 gennaio (primo turno) e il 29 gennaio (secondo turno).
Al secondo turno si sono affrontati Benoît Hamon (36% al primo turno) e Manuel Valls (31%). I candidati sconfitti sono stati:
- Manuel Valls (PS), ex Primo ministro;
- Arnaud Montebourg (PS), ex ministro dell'economia;
- Jean-Luc Bennahmias (FD), ex parlamentare europeo;
- Vincent Peillon (PS), ex ministro dell'educazione ed ex parlamentare europeo;
- Sylvia Pinel (PRG), ex ministro delle politiche abitative;
- François de Rugy (Parti écologiste), membro dell'Assemblea Nazionale.

Arnaud Montebourg, attestatosi al terzo posto col 17,7%, ha dato il suo appoggio ad Hamon, che è risultato vincitore col 58,7% dei voti. 
| Candidati           | Partito                      | I turno   | I turno | II turno  | II turno |
| Candidati           | Partito                      | Voti      | %       | Voti      | %        |
| ------------------- | ---------------------------- | --------- | ------- | --------- | -------- |
| Benoît Hamon        | Partito Socialista           | 596.647   | 36,03   | 1.196 253 | 58,71    |
| Manuel Valls        | Partito Socialista           | 521.238   | 31,48   | 841.310   | 41,29    |
| Arnaud Montebourg   | Partito Socialista           | 290.070   | 17,52   |           |          |
| Vincent Peillon     | Partito Socialista           | 112.718   | 6,81    |           |          |
| François de Rugy    | Partito Ecologista           | 63.430    | 3,83    |           |          |
| Sylvia Pinel        | Partito Radicale di Sinistra | 33.067    | 2,00    |           |          |
| Jean-Luc Bennahmias | Fronte Democratico           | 16.869    | 1,02    |           |          |
| Totale              | Totale                       | 1.634.039 | 100     | 2.006.601 | 100      |
| Voti non validi     | Voti non validi              | 21.880    | 1,32    | 30 962    | 1,52     |
| Votanti             | Votanti                      | 1.655 919 |         | 2.037.563 |          |
| Fonte:              |                              |           |         |           |          |

Distribuzione del voto al I turno
Distribuzione del voto al II turno

### Candidature
Le candidature, munite di almeno 500 sottoscrizioni da parte di parlamentari o di amministratori regionali o locali, devono essere depositate presso il Consiglio costituzionale, che provvede alla validazione delle firme. 
| Nominativo                                 | Nominativo                                 | Nominativo                                 | Firme               | Partito                       | Incarico istituzionale                                                                  |
| Candidature ammesse                        | Candidature ammesse                        | Candidature ammesse                        | Candidature ammesse | Candidature ammesse           | Candidature ammesse                                                                     |
| ------------------------------------------ | ------------------------------------------ | ------------------------------------------ | ------------------- | ----------------------------- | --------------------------------------------------------------------------------------- |
|                                            |                                            | François Fillon                            | 3.635               | I Repubblicani                | Già Primo ministro                                                                      |
|                                            |                                            | Benoît Hamon                               | 2.039               | Partito Socialista            | Già ministro dell'educazione nel governo Valls I                                        |
|                                            |                                            | Emmanuel Macron                            | 1.829               | La République En Marche       | Già Ministro dell'economia, dell'industria e degli affari digitali nel governo Valls II |
|                                            |                                            | Jean-Luc Mélenchon                         | 805                 | La France Insoumise           | Europarlamentare                                                                        |
|                                            |                                            | Jean Lassalle                              | 708                 | Résistons!                    | Deputato                                                                                |
|                                            |                                            | Nicolas Dupont-Aignan                      | 707                 | Debout la France              | Deputato                                                                                |
|                                            |                                            | Nathalie Arthaud                           | 637                 | Lotta Operaia                 | –                                                                                       |
|                                            |                                            | Marine Le Pen                              | 627                 | Fronte Nazionale              | Europarlamentare                                                                        |
|                                            |                                            | François Asselineau                        | 587                 | Unione Popolare Repubblicana  | –                                                                                       |
|                                            |                                            | Philippe Poutou                            | 573                 | Nuovo Partito Anticapitalista | –                                                                                       |
|                                            |                                            | Jacques Cheminade                          | 528                 | Solidarietà e Progresso       | –                                                                                       |
| Candidature inammissibili o ritirate       |                                            |                                            |                     |                               |                                                                                         |
|                                            |                                            | Rama Yade                                  | 353                 | Indipendente (ex PR e UMP)    | Già segretario di stato agli affari esteri nel governo Fillon II                        |
|                                            |                                            | Alain Juppé                                | 313                 | I Repubblicani (diss.)        | Già Primo ministro                                                                      |
|                                            |                                            | Alexandre Jardin                           | 168                 | Indipendente                  | –                                                                                       |
|                                            |                                            | Charlotte Marchandise                      | 135                 | Indipendente                  | –                                                                                       |
|                                            |                                            | Oscar Temaru                               | 109                 | Tavini huiraatira             | Già Presidente dell'Assemblea della Polinesia francese                                  |
| Altri con meno di 100 firme (45 candidati) | Altri con meno di 100 firme (45 candidati) | Altri con meno di 100 firme (45 candidati) | 546                 |                               |                                                                                         |
| Totale                                     | Totale                                     | Totale                                     | 14.296              |                               |                                                                                         |

### Sondaggi

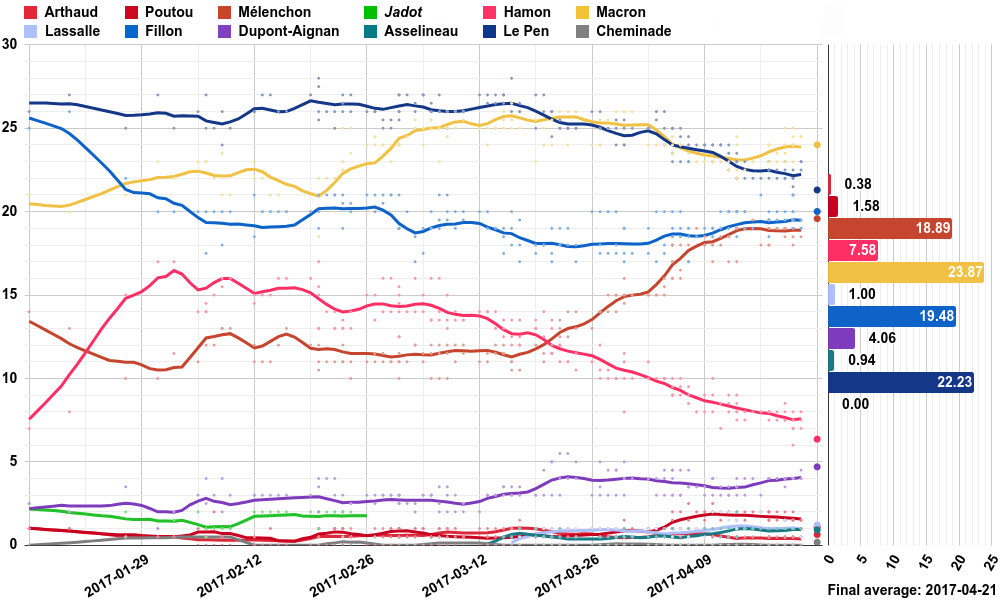
Sondaggi delle elezioni presidenziali francesi nel periodo tra gennaio e aprile 2017

Nei primi sondaggi di gennaio Francois Fillon era dato vincitore al primo turno (con un consenso tra 24% e il 30%). Tuttavia, tale situazione venne a modificarsi dopo il cosiddetto scandalo Penelopegate che lo coinvolse dalla fine del mese e tuttora non ha raggiunto una conclusione a livello giudiziario. Dopo una costante crescita di Macron nei sondaggi questo risultò testa a testa con Marine Le Pen (26,5%-25%) e a marzo riuscì a superarla (28%-26%).
Riguardo al ballottaggio la candidata frontista era data sconfitta contro entrambi gli sfidanti Fillon (58% - 42%) e Macron (65% - 35%). A marzo Macron era dato vincente sia contro Le Pen (65%-35%) che contro il candidato di destra (60%-40%).
Ad inizio aprile la situazione rimaneva quasi immutata, fatta eccezione per il sorpasso di Emmanuel Macron (26,5%), forte dell'endorsement di François Bayrou e di Manuel Valls, su Marine Le Pen (25,5%) e di Mélenchon (13%) su Hamon (10,5%) mentre Fillon era sempre terzo (18-19%). Per quanto riguardava il ballottaggio:
- in un'ipotetica sfida Macron-Le Pen, il giovane ex ministro avrebbe trionfato sulla leader populista con un margine di oltre il 30% (65%-35%);
- in un'ipotetica sfida Fillon-Le Pen, il leader conservatore avrebbe vinto con un margine molto ridotto (54%-46%);
- in un'ipotetica sfida Macron-Fillon, il leader di En Marche! avrebbe trionfato con un margine del 26% (63%-37%).

Ad aprile a seguito del secondo dibattito Mélenchon risalì al quarto posto (17%) doppiando Hamon (9-8,5%) e tallonando Fillon (19%) mentre i due favoriti restavano Macron e Le Pen (entrambi al 23.5%).
Alla vigilia del voto Macron era ancora in testa col 25-24% mentre Le Pen era calata al 22%; al terzo posto pari col 19% Fillon e Mélenchon mentre Hamôn era sprofondato al 7,5%. Per il ballottaggio Macron venne dato vincente contro tutti i candidati, mentre Le Pen sarebbe stata sconfitta da tutti.

### Dibattiti
Il 20 marzo si è svolto il primo dibattito televisivo tra i cinque principali candidati: Emmanuel Macron, Benoît Hamon, Francois Fillon, Marine Le Pen e Jean-Luc Mélenchon; secondo i sondaggi d'opinione Macron è risultato "vincitore" con il 29%. Al secondo posto Mélenchon (20%), terzi Le Pen e Fillon (entrambi al 19%) e all'ultimo posto Hamon (11%).
Nel secondo dibattito, nel quale erano presenti tutti e undici i candidati, a vincere è stato Jean-Luc Mélenchon (20%) seguito da Macron (19%) e Fillon (17%) mentre la vera sconfitta sembra essere stata Marine Le Pen ferma al 10%. A seguire Hamon (8%), Dupont-Aignan (5%), Asselineau e Poutou (3% entrambi), Lassalle (2%), Artaud e Cheminade (1%). L'11% degli spettatori non ha infine riconosciuto a nessun candidato la vittoria del dibattito.
Il 3 maggio si è tenuto il dibattito tra Emmanuel Macron e Marine Le Pen, che ha visto collegate 7 Tv nazionali, con oltre il 60% di share; è stato un dibattito molto aggressivo, con scambi di reciproche accuse.

## Risultati
|                | Emmanuel Macron       | LREM - Movimento Democratico  | 8 656 346  | 24,01 | 20 743 128 | 66,10 |  |  |
|                | Marine Le Pen         | Fronte Nazionale              | 7 678 491  | 21,30 | 10 638 475 | 33,90 |  |  |
|                | François Fillon       | I Repubblicani                | 7 212 995  | 20,01 |            |       |  |  |
|                | Jean-Luc Mélenchon    | La France Insoumise           | 7 059 951  | 19,58 |            |       |  |  |
|                | Benoît Hamon          | Partito Socialista            | 2 291 288  | 6,36  |            |       |  |  |
|                | Nicolas Dupont-Aignan | Debout la France              | 1 695 000  | 4,70  |            |       |  |  |
|                | Jean Lassalle         | Résistons!                    | 435 301    | 1,21  |            |       |  |  |
|                | Philippe Poutou       | Nuovo Partito Anticapitalista | 394 505    | 1,09  |            |       |  |  |
|                | François Asselineau   | Unione Popolare Repubblicana  | 332 547    | 0,92  |            |       |  |  |
|                | Nathalie Arthaud      | Lotta Operaia                 | 232 384    | 0,64  |            |       |  |  |
|                | Jacques Cheminade     | Solidarietà e Progresso       | 65 586     | 0,18  |            |       |  |  |
| Totale         | Totale                | Totale                        | 36 054 394 | 100   | 31 381 603 | 100   |  |  |
|                |                       |                               |            |       |            |       |  |  |
| Schede bianche | Schede bianche        | Schede bianche                | 659 997    | 1,78  | 3 021 499  | 8,52  |  |  |
| Schede nulle   | Schede nulle          | Schede nulle                  | 289 337    | 0,78  | 1 064 225  | 3,00  |  |  |
| Votanti        | Votanti               | Votanti                       | 37 003 728 | 77,77 | 35 467 327 | 74,56 |  |  |
| Elettori       | Elettori              | Elettori                      | 47 582 183 |       | 47 568 693 |       |  |  |

## Distribuzione del voto

### Primo turno
| Suddivisione (regione, DROM, COM, altre ripartizioni) | Dati in % dei voti validi | Dati in % dei voti validi | Dati in % dei voti validi | Dati in % dei voti validi | Dati in % dei voti validi | Dati in % dei voti validi | Dati in % dei voti validi | Dati in % dei voti validi | Dati in % dei voti validi | Dati in % dei voti validi | Dati in % dei voti validi | Voti validi |
| Suddivisione (regione, DROM, COM, altre ripartizioni) | Macron                    | Le Pen                    | Fillon                    | Mélenchon                 | Hamon                     | Dupont-Aignan             | Lassalle                  | Poutou                    | Asselineau                | Arthaud                   | Cheminade                 | Voti validi |
| ----------------------------------------------------- | ------------------------- | ------------------------- | ------------------------- | ------------------------- | ------------------------- | ------------------------- | ------------------------- | ------------------------- | ------------------------- | ------------------------- | ------------------------- | ----------- |
| Bretagna (fonte)                                      | 29,05                     | 15,33                     | 19,04                     | 19,28                     | 9,04                      | 4,40                      | 0,95                      | 1,35                      | 0,67                      | 0,71                      | 0,17                      | 2.000.330   |
| Normandia (fonte)                                     | 22,36                     | 23,93                     | 19,57                     | 19,16                     | 6,01                      | 5,23                      | 0,73                      | 1,26                      | 0,76                      | 0,80                      | 0,19                      | 1.891.428   |
| Alta Francia (fonte)                                  | 19,50                     | 31,04                     | 16,13                     | 19,59                     | 5,15                      | 4,97                      | 0,69                      | 1,04                      | 0,81                      | 0,90                      | 0,18                      | 3.232.524   |
| Grand Est (fonte)                                     | 20,72                     | 27,78                     | 19,73                     | 16,31                     | 5,09                      | 6,13                      | 1,03                      | 1,16                      | 1,02                      | 0,82                      | 0,20                      | 2.971.625   |
| Paesi della Loira (fonte)                             | 26,27                     | 16,62                     | 23,56                     | 18,41                     | 6,55                      | 5,01                      | 0,78                      | 1,20                      | 0,71                      | 0,73                      | 0,17                      | 2.191.921   |
| Centro-Valle della Loira (fonte)                      | 22,68                     | 23,08                     | 21,04                     | 17,67                     | 5,85                      | 5,75                      | 0,95                      | 1,14                      | 0,85                      | 0,80                      | 0,20                      | 1.427.614   |
| Île-de-France (fonte)                                 | 28,63                     | 12,57                     | 22,19                     | 21,75                     | 7,64                      | 4,02                      | 0,65                      | 0,81                      | 1,14                      | 0,42                      | 0,17                      | 5.631.456   |
| Borgogna-Franca Contea (fonte)                        | 21,89                     | 25,09                     | 19,70                     | 17,93                     | 5,66                      | 5,65                      | 1,03                      | 1,20                      | 0,93                      | 0,74                      | 0,18                      | 1.544.906   |
| Nuova Aquitania (fonte)                               | 25,12                     | 18,89                     | 17,79                     | 20,75                     | 7,09                      | 4,59                      | 2,71                      | 1,46                      | 0,79                      | 0,63                      | 0,18                      | 3.389.374   |
| Alvernia-Rodano-Alpi (fonte)                          | 24,50                     | 20,72                     | 20,20                     | 19,24                     | 6,13                      | 5,16                      | 1,27                      | 1,04                      | 0,99                      | 0,59                      | 0,18                      | 4.187.716   |
| Occitania (fonte)                                     | 22,32                     | 22,98                     | 17,07                     | 22,14                     | 6,52                      | 4,08                      | 2,28                      | 1,06                      | 0,86                      | 0,51                      | 0,17                      | 3.315.700   |
| Provenza-Alpi-Costa Azzurra (fonte)                   | 18,94                     | 28,16                     | 22,38                     | 18,74                     | 4,12                      | 4,33                      | 1,07                      | 0,77                      | 0,94                      | 0,38                      | 0,17                      | 2.750.937   |
| Corsica (fonte)                                       | 18,48                     | 27,88                     | 25,56                     | 13,81                     | 3,74                      | 2,89                      | 5,64                      | 0,89                      | 0,63                      | 0,32                      | 0,16                      | 154.376     |
| Guadalupa (fonte)                                     | 30,23                     | 13,51                     | 14,53                     | 24,13                     | 9,95                      | 1,82                      | 0,58                      | 2,05                      | 1,17                      | 1,76                      | 0,29                      | 112.242     |
| Martinica (fonte)                                     | 25,53                     | 10,94                     | 16,84                     | 27,37                     | 9,76                      | 2,14                      | 0,80                      | 2,94                      | 1,29                      | 2,06                      | 0,34                      | 109.264     |
| Guyana (fonte)                                        | 18,75                     | 24,30                     | 14,66                     | 24,71                     | 5,70                      | 1,76                      | 1,02                      | 5,23                      | 1,79                      | 1,72                      | 0,37                      | 26.839      |
| Riunione (fonte)                                      | 18,91                     | 23,46                     | 17,26                     | 24,53                     | 7,67                      | 2,89                      | 0,55                      | 1,25                      | 1,72                      | 1,48                      | 0,27                      | 350.480     |
| Mayotte (fonte)                                       | 19,21                     | 27,19                     | 32,62                     | 8,42                      | 4,33                      | 3,08                      | 0,55                      | 1,87                      | 1,23                      | 1,01                      | 0,49                      | 33.130      |
| Saint-Pierre e Miquelon (fonte)                       | 17,97                     | 18,16                     | 9,92                      | 35,45                     | 8,24                      | 3,00                      | 2,05                      | 2,43                      | 1,37                      | 1,06                      | 0,34                      | 2.632       |
| Saint-Martin/Saint-Barthélemy (fonte)                 | 19,99                     | 23,32                     | 32,02                     | 14,66                     | 3,14                      | 2,75                      | 0,86                      | 1,17                      | 1,42                      | 0,45                      | 0,23                      | 7.865       |
| Wallis e Futuna (fonte)                               | 30,48                     | 7,11                      | 28,53                     | 3,59                      | 25,22                     | 1,48                      | 0,54                      | 0,77                      | 0,93                      | 1,01                      | 0,34                      | 5.348       |
| Polinesia francese (fonte)                            | 14,70                     | 32,54                     | 35,28                     | 7,87                      | 2,91                      | 2,34                      | 0,59                      | 1,00                      | 1,59                      | 0,91                      | 0,27                      | 75.622      |
| Nuova Caledonia (fonte)                               | 12,75                     | 29,09                     | 31,13                     | 8,86                      | 9,34                      | 2,90                      | 0,80                      | 1,48                      | 2,41                      | 0,96                      | 0,28                      | 86.946      |
| Estero (fonte)                                        | 40,40                     | 6,48                      | 26,32                     | 15,83                     | 6,87                      | 1,59                      | 0,46                      | 0,62                      | 1,01                      | 0,24                      | 0,19                      | 554.119     |
| Totale                                                | 24,01                     | 21,30                     | 20,01                     | 19,58                     | 6,36                      | 4,70                      | 1,21                      | 1,09                      | 0,92                      | 0,64                      | 0,18                      | 36.054.394  |

### Secondo turno
| Suddivisione                  | Dati in % dei voti validi | Dati in % dei voti validi | Voti validi |
| Suddivisione                  | Macron                    | Le Pen                    | Voti validi |
| ----------------------------- | ------------------------- | ------------------------- | ----------- |
| Bretagna                      | 75,36                     | 24,64                     | 1.726.688   |
| Normandia                     | 61,96                     | 38,04                     | 1.633.534   |
| Alta Francia                  | 52,94                     | 47,06                     | 2.828.570   |
| Grand Est                     | 57,94                     | 42,06                     | 2.590.008   |
| Paesi della Loira             | 72,42                     | 27,58                     | 1.864.549   |
| Centro-Valle della Loira      | 63,32                     | 36,68                     | 1.228.723   |
| Île-de-France                 | 78,73                     | 21,27                     | 4.858.965   |
| Borgogna-Franca Contea        | 60,48                     | 39,52                     | 1.348.644   |
| Nuova Aquitania               | 68,65                     | 31,35                     | 2.929.305   |
| Alvernia-Rodano-Alpi          | 67,13                     | 32,87                     | 3.652.917   |
| Occitania                     | 62,99                     | 37,01                     | 2.793.669   |
| Provenza-Alpi-Costa Azzurra   | 55,47                     | 44,53                     | 2.355.752   |
| Corsica                       | 51,48                     | 48,52                     | 129.801     |
| Guadalupa                     | 75,13                     | 24,87                     | 133.945     |
| Martinica                     | 77,55                     | 22,45                     | 134.502     |
| Guyana                        | 64,89                     | 35,11                     | 33.546      |
| Riunione                      | 60,25                     | 39,75                     | 351.998     |
| Mayotte                       | 57,11                     | 42,89                     | 33.514      |
| Saint-Pierre e Miquelon       | 63,29                     | 36,71                     | 2.318       |
| Saint-Martin/Saint-Barthélemy | 65,03                     | 34,97                     | 8.122       |
| Wallis e Futuna               | 79,14                     | 20,86                     | 5.958       |
| Polinesia francese            | 58,39                     | 41,61                     | 89.697      |
| Nuova Caledonia               | 52,57                     | 47,43                     | 91.119      |
| Estero                        | 89,31                     | 10,69                     | 555.759     |
| Totale                        | 66,10                     | 33,90                     | 31.381.603  |

## Reazioni internazionali

### Primo turno
Il primo candidato ad ammettere pubblicamente la sconfitta è stato il neo gollista Francois Fillon dicendo che la sconfitta è solo sua e incitando i suoi elettori a votare contro l'estrema destra, perciò per Macron; anche Hamon ha subito ammesso la sconfitta e indicando ai suoi sostenitori di votare per il candidato centrista, dicendo che la sinistra non è ancora morta. Macron ha parlato di un'occasione storica, in cui il popolo francese ha deciso di voltare pagina, mentre Marine Le Pen ha detto che lei sarà la candidata dei francesi che vogliono alzare la testa, accusando molte volte "l'erede di Hollande" (Macron) di non poter portare il cambiamento e continuando con la politica dell'attuale Presidente. Lo stesso Hollande ha chiamato Macron per congratularsi con lui e dandogli il suo sostegno. Macron ha inoltre ricevuto l'appoggio di due dei candidati sconfitti Fillon e Hamon.
Solo il partito Debout la France ha dichiarato di sostenere al ballottaggio Le Pen.
Nelle reazioni internazionali i capi istituzionali europei e i funzionari di Bruxelles si sono congratulati con Macron per aver fermato l'ondata populista ed euroscettica di Le Pen, in particolare Junker, Mogherini e Tajani, mentre in Italia anche Renzi si è congratulato con l'ex ministro.
A favore di Le Pen si sono schierati tutti i leader di partito con ideali vicini a quelli del Front National, come ad esempio il Segretario della Lega Nord Matteo Salvini, la presidente di Fratelli d'Italia Giorgia Meloni, la leader del partito populista ed euroscettico tedesco AFD Frauke Petry, Geert Wilders, leader del PVV olandese e Norbert Hofer, ex candidato alle presidenziali austriache del 2016 per il partito FPO. Il presidente degli Stati Uniti Donald Trump ha definito la leader del FN il candidato "più solido" per la Francia.

### Secondo turno
Al ballottaggio Macron ottiene una larga vittoria, con il 66,10% delle preferenze.
Quando la sua vittoria è stata certa, il neo presidente ha ricevuto i complimenti dai leader e capi partito dei paesi europei, dal Presidente USA Trump, da entrambi i candidati democratici alla presidenza USA Hillary Clinton e Bernie Sanders, oltre che dal Presidente uscente Hollande.